# Museo Etnográfico del Reino de Pamplona
El Museo Etnográfico del Reino de Navarra es una colección museográfica permanente albergada en la casa Fantikorena, de Arteta,  (Ollara), en la Alta Navarra.

## Recopilación
El visitante tiene la oportunidad de contemplar diversas piezas de la antigua Navarra, agrupadas según su contexto y ocupación. Se pueden ver alrededor de 8.000 objetos que datan desde la Edad Media hasta el siglo XX. hasta la primera mitad del siglo XIX. La mayoría de los objetos no están marcados.Además, la exposición está decorada con diversas obras del artista y etnógrafo Joxe Ulibarrena.

## Historia
El museo fue inaugurado en la localidad de Berrioplano en el año 1964 por iniciativa de Ulibarrena.  En 1974 fue reorganizado por sus descendientes y en 1982 la Fundación Mariscal Pedro de Navarra le concedió su patrocinio, ampliando y mejorando la colección de la familia Ulibarrena.

En 1986 el museo se trasladó a Arteta, donde Joxe Miel Barandiaran inauguró la nueva sede. Posteriormente, la fundación firmó un convenio de colaboración con el Gobierno de Navarra, incorporándose a la red de museos de Navarra. 

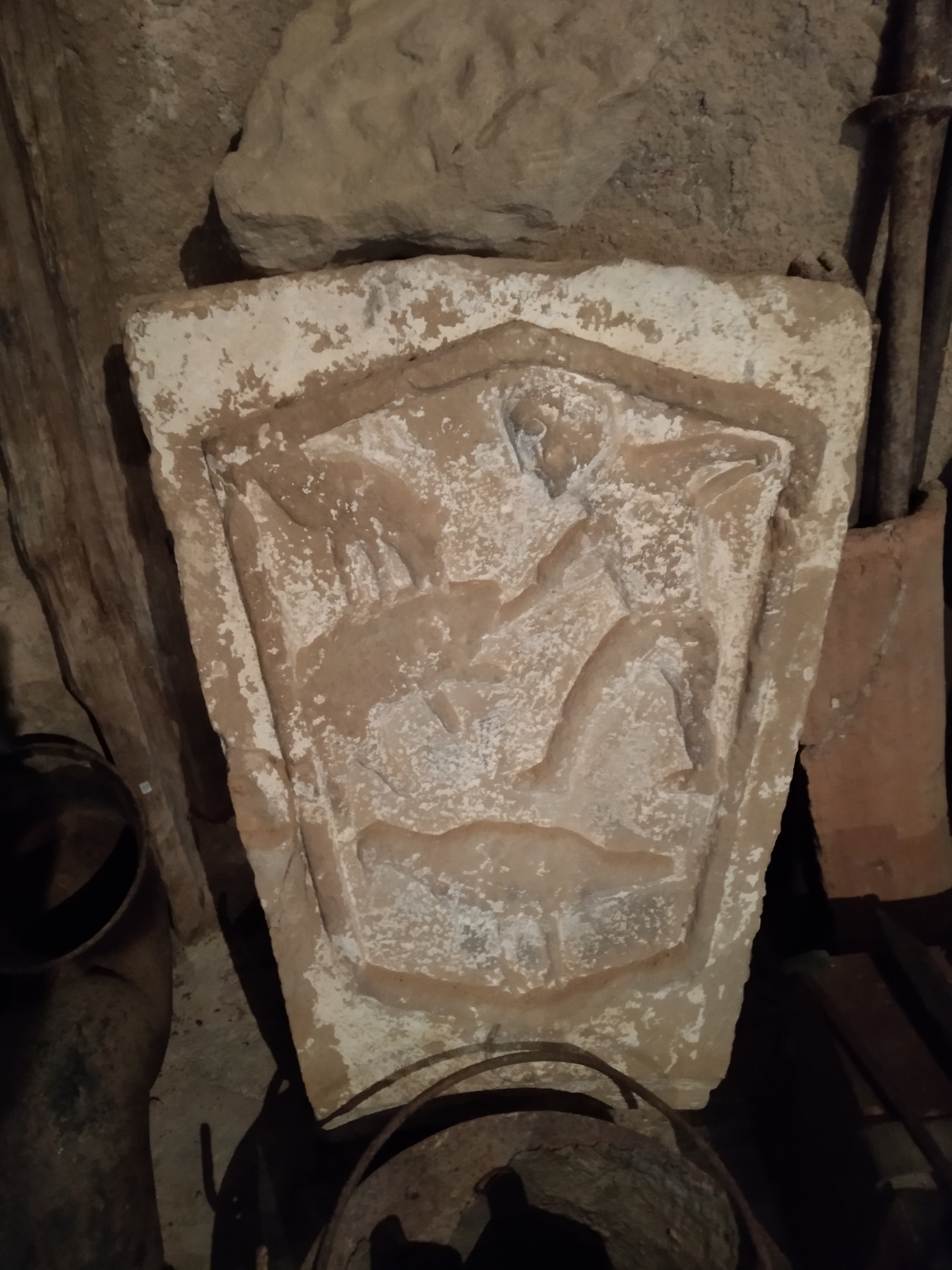
Una lápida.
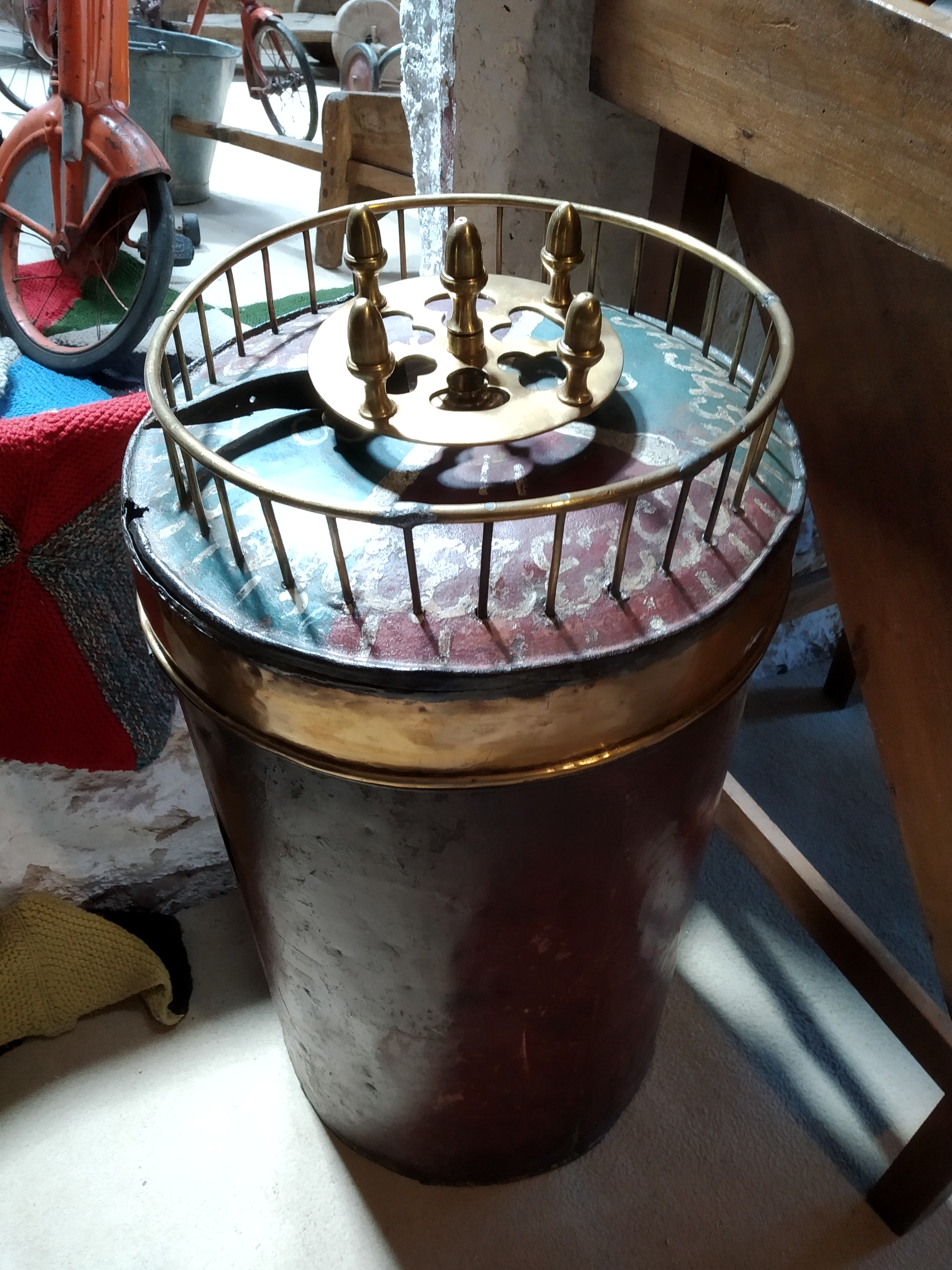
La ruleta de Barkillero .
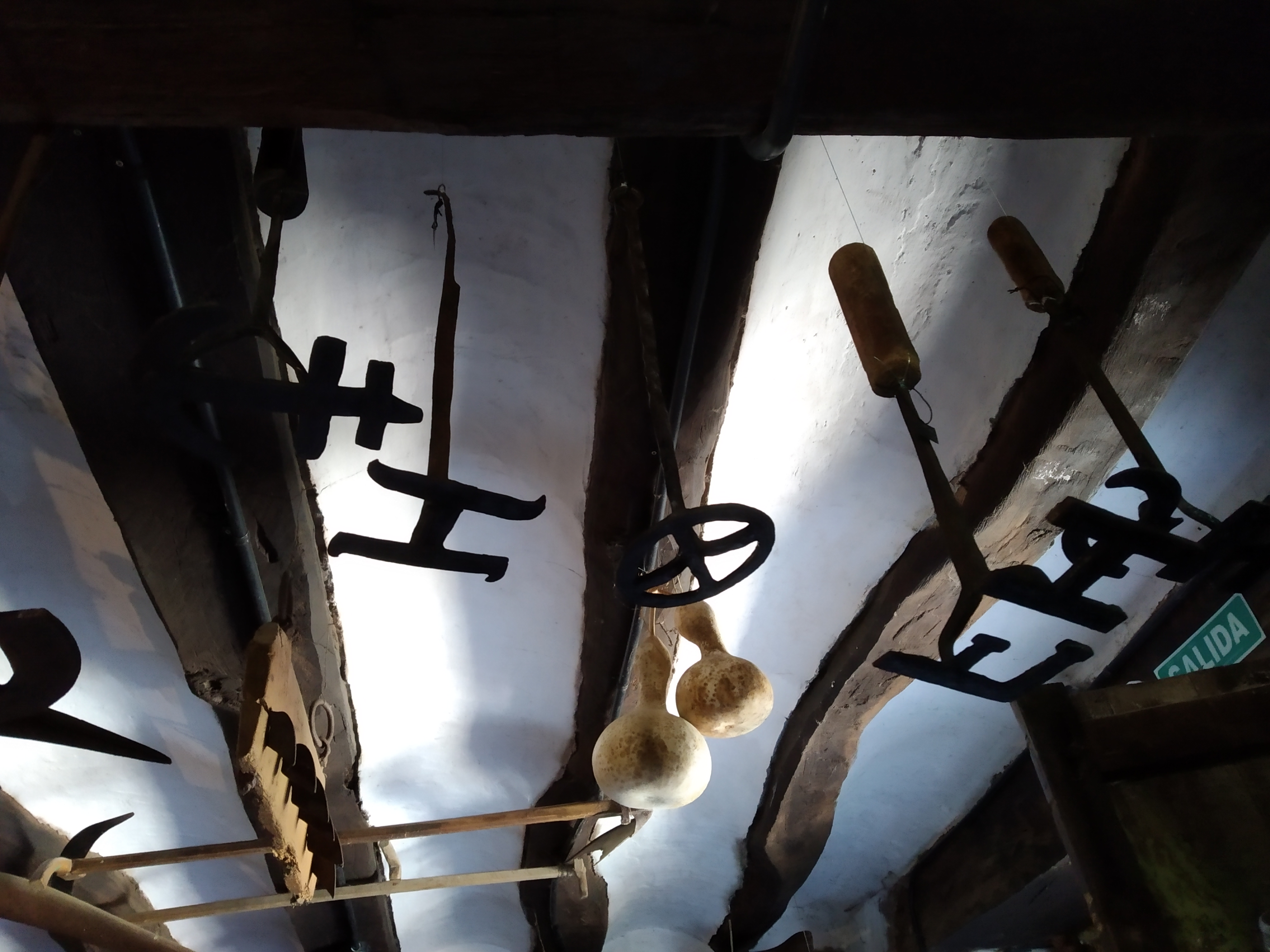
Hierros al rojo vivo .
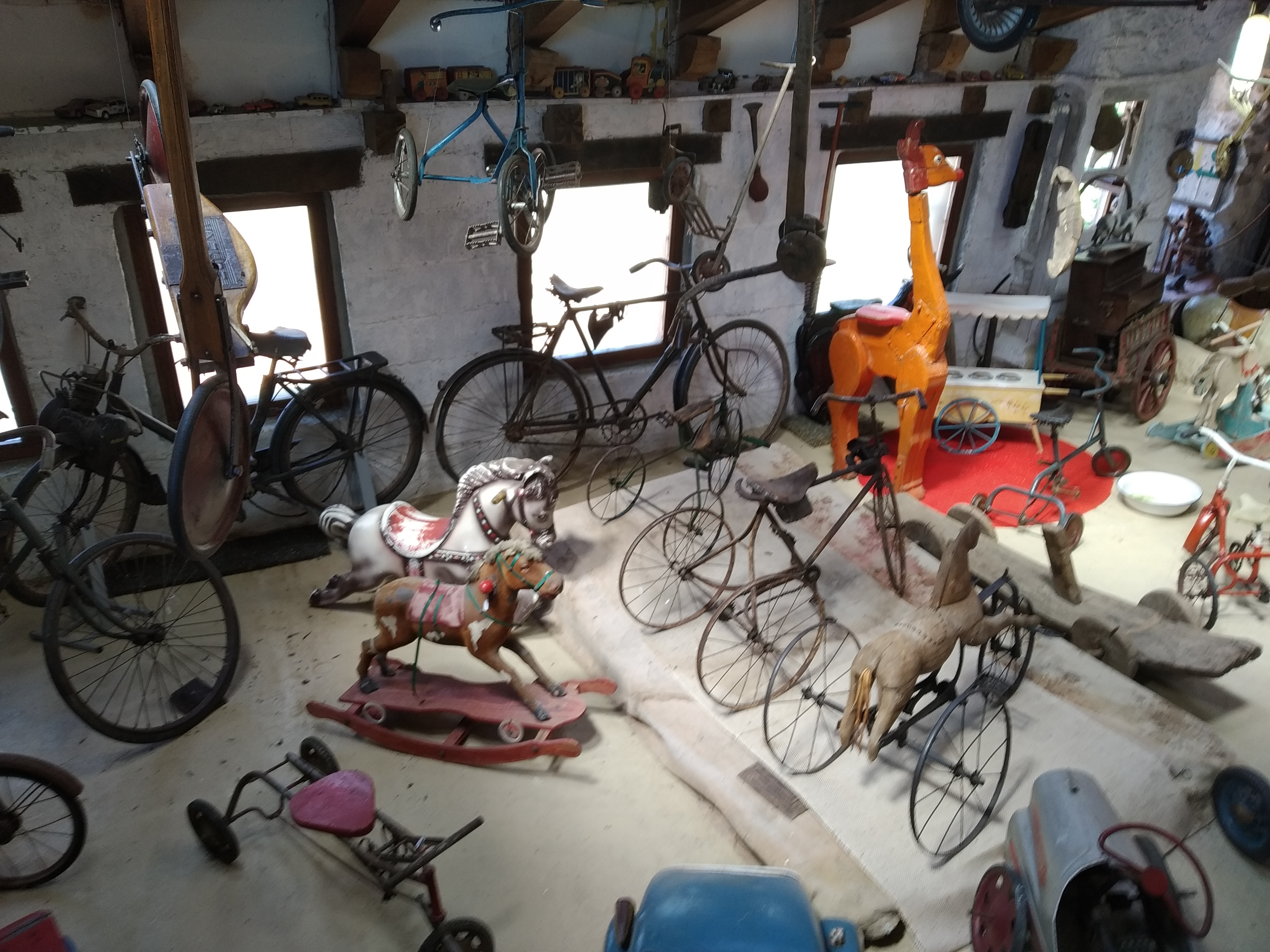
Juguetes viejos.
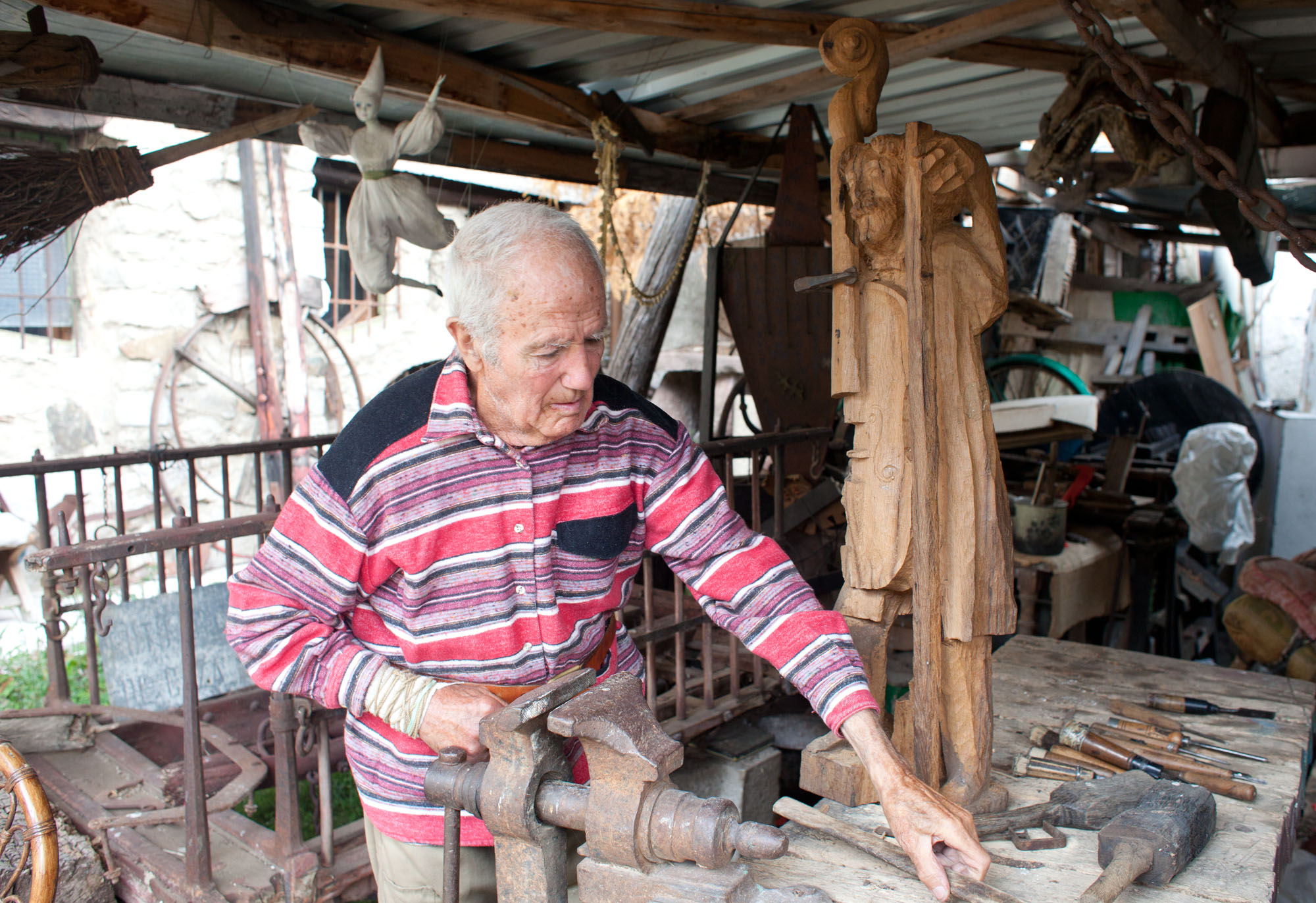
Fundador del museo Joxe Ulibarrena, trabaja allí en 2011.